# Have Mercy on the Criminal
Have Mercy on the Criminal è un brano scritto ed interpretato dall'artista britannico Elton John; il testo è di Bernie Taupin.
Proveniente dall'album del 1972 Don't Shoot Me I'm Only the Piano Player (del quale è la sesta traccia) si presenta come un'opera magniloquente, tra le linee classicheggianti di Burn Down the Mission dell'LP Tumbleweed Connection, con un riff simile a quello utilizzato nella Layla di Eric Clapton.
Il testo di Taupin si sviluppa in due parti: nella prima parte viene descritta la disperata situazione di un evaso braccato dalla polizia, la seconda parte è invece una preghiera recitata dal criminale in questione. Il titolo del brano infatti in italiano suonerebbe Abbiate pietà per il criminale. Eseguito anche nel Live In Australia del 1987, è decisamente uno dei pezzi più sofisticati dell'album originario di provenienza.